# Ben 10 Alien Force: Vilgax Attacks
Ben 10 Alien Force: Vilgax Attacks es un videojuego multiplataforma de Ben 10, al igual que sus antecesores Ben 10: Protector of Earth y Ben 10: Alien Force. Está disponible para Wii, PlayStation 2, Nintendo DS, PlayStation Portable y Xbox 360.
Se pueden ocupar los 10 alienígenas para pelear con todos los villanos, entre ellos Charmcaster (Hechicera en España), Albedo, D`void (Huero en España), los hermanos Vreedle, Fantasmático (Espectral en España), Vilgax y su sirviente Psyphon.

## Alienígenas y sus habilidades
- Fuego Pantanoso o Fangoso: Explotar cosas inflamables.
- Humungosaurio: Abrir compuertas y mover objetos.
- Frío o Gélido: Planear en las corrientes de aire.
- Mono Araña: Lanzar telarañas y caminar en los tubos.
- Eco Eco: Crea clones para mantener las plataformas activadas y rompe los cristales azules en el MorOesti.
- Piedra: Activa el ascensor con su rayo láser.
- Goop: Trepa paredes en lugares marcados.
- Jetray: Vuela a mayor distancia para cruzar Abismos grandes.
- Cerebron: Desactiva cosas y desvía los láser.
- Cannonbolt: Salta por las rampas.
- Upchuck (reemplaza a Cannonbolt en la Nintendo DS).
- Bestia (reemplaza a Ben, una vez pasado el juego y vencido Darkstar en "Modo héroe" o "Demencial", sólo es opcional y accesible para la NDS).
- Alien X: Se ve en un vídeo al final del juego, donde envía a Psiphon y Vilgax a Null Void. Además, en el NDS, Albedo queda congelado en este alien.

- Datos: Q1996026